# Arctostaphylos bicolor
Arctostaphylos bicolor är en ljungväxtart som beskrevs av Asa Gray. Arctostaphylos bicolor ingår i släktet mjölonsläktet, och familjen ljungväxter. Inga underarter finns listade i Catalogue of Life.